# 政略論
『政略論』（せいりゃくろん、Discorsi ）は、政治思想家ニッコロ・マキャヴェッリによる、1517年に完成した政治学の古典的著作である。原題は『ティトゥス・リウィウスの初篇十章にもとづく論考』（Discorsi sopra la prima deca di Tito Livio）であり、日本では『ローマ史論』、『リウィウス論』、『ディスコルシ』とも呼ばれる。

## 概要
フィレンツェ共和国で失脚したマキャヴェッリは1513年隠遁生活に入った。同年、本書の執筆を開始し、1517年に完成させた（著名な『君主論』も同時期の1513年-1514年に執筆したと考えられている。）。死後の1531年に刊行された。 
本書は古代ローマの歴史家リウィウスによって著された140巻にわたる『ローマ建国史』のうち、15世紀に発見された第1巻から第10巻に記された共和政ローマの事例を参照しながら共和政の議論を展開した3巻にわたる著作である。
本書では政体を君主政、貴族政、民衆政、僭主政、寡頭政、衆愚政の6つに大別して、それぞれの政体が堕落する可能性があると指摘し、それらの特長を兼ね備えた政体こそが最適であると主張した。古代ローマの共和政はその模範例として位置づけられており、本書の論考では歴史を踏まえながら具体的にどのような政治が望ましいかを考察しており、共和政がどのように運営されていたのかを示しながら、現実主義の政治思想を展開している。
なお本書の共和主義的な政治観と『君主論』に見られる君主制擁護との関連については、様々な議論がある。

## 日本語訳
- 大岩誠訳『ローマ史論』 岩波文庫（全3巻）、1950年、復刊1990年ほか
- 永井三明訳「政略論」（『世界の名著 マキアヴェリ』、会田雄次責任編集、中央公論社、初版1966年）
  - 改訳版『マキァヴェッリ全集2 ディスコルシ』 筑摩書房、1999年
  - 再訂版『ディスコルシ 「ローマ史」論』 ちくま学芸文庫、2011年